# Dasineura lotharingiae
Dasineura lotharingiae är en tvåvingeart som först beskrevs av Jean-Jacques Kieffer 1888.  Dasineura lotharingiae ingår i släktet Dasineura och familjen gallmyggor. Inga underarter finns listade i Catalogue of Life.